# Sur les rives de l'Art
Sur les rives de l'Art est un roman de fantasy écrit par Robin Hobb. Traduction française de la première moitié du livre original Assassin's Fate publié en 2017, il a été publié en français le 25 octobre 2017 aux éditions Pygmalion et constitue le cinquième tome du troisième cycle de L'Assassin royal.

## Résumé
Plusieurs semaines voire mois après être entrés dans un pilier d'Art, Abeille, Dwalia, Vindeliar, Kerf, ainsi que deux luriks au service de Dwalia nommées Alaria et Reppin, en ressortent au milieu des montagnes, à l'endroit même où se trouvaient quelque temps plus tôt FitzChevalerie, Lant et Persévérance avant d'être attaqués par un ours et de s'être enfuis via le pilier d'Art vers Kelsingra. Dwalia découvre parmi les affaires abandonnées par Fitz lors de sa fuite un parchemin qui contient des informations sur les piliers d'Art et sur les runes qui y apparaissent. Après plusieurs jours d'étude, elle comprend que le pilier peut les mener en Chalcède où la présence de Kerf, alliée au talent de persuasion de Vindeliar, pourraient les aider à rejoindre ensuite Clerres. Ils traversent tous les six mais Reppin ne ressort pas et les cinq autres se retrouvent bloqués sous les ruines du palais du duc de Chalcède récemment détruit par des dragons. Après une dizaine d'heures reclus dans un tout petit espace, Abeille parvient à s'en extirper et à se cacher, avant que les cinq autres ne parviennent difficilement à sortir à leur tour. Après quelques jours d'errance, Abeille est capturée par des gardes alors qu'elle vole une miche de pain. Enfermée dans une prison, elle est récupérée quelques jours plus tard par Dwalia, Kerf et Vindeliar, Alaria ayant été vendue comme esclave par Dwalia. Ils embarquent peu après sur un bateau et entament un long voyage vers Clerres. À bord, Abeille parvient à fuir ses ravisseurs et se vend comme esclave à une marchande nommée Akriel qui la garde dans sa cabine. Lors d'une escale, elle suit Akriel qui loge dans une auberge mais Dwalia, Kerf et Vindeliar parviennent à la récupérer, non sans avoir tué au préalable la marchande. Poursuivis par des villageois, ils laissent Kerf derrière eux en embarquant sur un nouveau navire à destination de Clerres.
À Kelsingra, Ambre, pour empêcher Fitz de se noyer dans le fleuve d'Art, retire le gant qui protège sa main recouverte d'Argent et l'applique sur le poignet de ce dernier. Le général Kanaï profite de cette révélation pour demander son arrestation immédiate, persuadé que cet Argent a été dérobé au puits d'Argent de Kelsignra. Malta et Reyn Khuprus, souverains de Kelsingra, tentent de protéger Ambre qui décide alors de raconter comment sa main en a été recouverte. Son histoire, qui remonte à la jeunesse de Malta, est confirmée par cette dernière. Tout rentre alors dans l'ordre et Fitz, le Fou, Lant, Braise et Persévérance regagnent leurs appartements. Mais Persévérance et Lant, en touchant Fitz, voient leurs corps enclencher un processus de guérison de toutes leurs blessures passées mal ou non guéries. Tout cela épuise Fitz qui va alors dormir pendant plus de deux jours. Une fois Fitz remis, les quatre cerviens et Ambre sont fêtés et remerciés pour les bienfaits de Fitz sur les enfants Anciens ainsi que pour avoir tué le duc Ellik, qui a par le passé attaqué des dragons et molesté Selden Vestrit, le frère de Malta. Malta et Reyn proposent de les aider à voyager jusqu'à Clerres afin qu'ils puissent y accomplir leur vengeance. Des places leur sont réservées sur le Mataf qui doit bientôt apponter à Kelsingra et qui les mènera à Trehaug. La vivenef Parangon les transportera ensuite à Terrilville puis à Jamaillia. Deux objets Anciens d'une valeur inestimable leur sont ensuite offerts. Ambre demande alors de l'Argent-de-dragon, ce qui lui est refusé tout net. Afin de dissiper la gêne occasionnée par cette requête, Fitz propose aux Anciens d'envoyer une missive à destination du roi Devoir pour lui demander d'envoyer un clan d'Art à Kelsingra dans le but d'aider les Anciens à guérir de leurs transformations inabouties. L'étrange rapprochement entre Bigarrée, la corneille qui suit Fitz depuis son départ de Castelcerf, et Gringalette, la dragone du général Kanaï, conduit ce dernier à venir trouver Fitz pour lui dévoiler que sa dragonne lui a demandé de les aider à détruire Clerres Pour cela, il lui confie deux tubes en verre contenant l'Argent demandé par Ambre.
Quelques jours plus tard, Fitz, Ambre, Persévérance, Lant et Braise embarquent sur le Mataf, aux mains du capitaine Leftrin et de sa compagne Alise. Une fois arrivés à Trehaug, ils prennent place dans la vivenef Parangon, dirigée par Althéa et Brashen Trell. Au cours de leur voyage, Ambre donne de l'Argent à boire à Parangon, ce qui lui fait apparaître des écailles de dragon, et elle lui promet de lui en procurer à nouveau une fois sa vengeance effectuée. En échange, Parangon accepte de transporter directement Ambre à Clerres sans se rendre à Terrilville et Jamaillia, au grand dam d'Althéa et Brashen. Une escale dans le port de Partage dans les îles Pirates, siège de la résidence de la reine des pirates Etta et de son premier ministre Hiémain Vestrit, leur font rencontrer la vivenef Vivacia, que Parangon convainc de se joindre à lui pour détruire Clerres. Pendant les préparatifs de départ, Tintaglia et Gringalette les rejoignent. Tintaglia annonce à Fitz qu'elle est allée trouver Glasfeu et a obtenu de lui la confirmation que les Blancs et leurs Serviteurs ont fait grand tort aux dragons dans le passé. Elle déclare également qu'elle va se rendre avec Gringalette sur l'île des Autres afin de protéger les œufs de dragon jusqu'à leur éclosion puis se rendre à Clerres afin de tout dévaster. Parangon Alkennit Ludchance, fils d'Etta et de Kennit Ludchance, tombé sous le charme de Tintaglia, décide de partir sur Parangon à destination de Clerres afin de prendre part à la vengeance de Fitz et d'Ambre.